# Book of Love (film 2022)
Book of Love è un film del 2022 diretto da Analeine Cal y Mayor.

## Trama
Londra. Henry Copper è un autore inglese piuttosto tradizionale e rigido di storie d'amore, che si concentrano più sul sentimento e meno sulla passione; purtroppo il suo unico libro pubblicato non sta vendendo come sperato e lui non sa più cosa fare per aumentare le vendite. Tuttavia il suo editore Jen lo contatta per dirgli che il suo libro è molto venduto in Messico e che deve andare lì per promuovere il libro in un tour in tre città.
Il giorno successivo, dopo aver messo insieme tutte le sue cose, viene accolto da Maria, la traduttrice del libro, che lo accompagna con la sua auto per il tour insieme all'editore messicano Pedro, a suo figlio e suo nonno. Henry partecipa al primo appuntamento promozionale che riscuote un incredibile successo ma è confuso dalle reazioni della gente e dal fatto che tutti parlino di sesso. Nonostante i suoi sforzi e le traduzioni errate delle conversazioni per smorzare i contenuti, Henry scopre che Maria non ha solo tradotto il libro, ma lo ha riscritto come un appassionato romanzo d'amore sexy, motivo per cui è così popolare.
Con il passare del tempo si rende conto che il libro tradotto è di fatto migliore con il contributo di Maria, mentre lei deve fare i conti con il fatto che è il suo nome a vendere il libro. Tra i due nasce una storia d'amore, anche se Antonio cerca di interferire. L'editore contatta Henry e gli comunica che ha 10 settimane per completare un nuovo libro e che deve lavorare con Maria.
I due lavorano insieme e alla fine vivono una notte romantica ma, dopo alcune interferenze da parte di Antonio, Henry diventa geloso e torna nel Regno Unito. Alla fine Henry si rende conto di amarla e torna in Messico per un tour promozionale facendo in modo che i loro nomi siano presenti sulla copertina, in modo che Maria sia indicata come coautrice. All'evento di presentazione del libro ristampato, nonostante alcune interferenze fallite da parte di Antonio, Henry le rivela i suoi veri sentimenti per lei e la loro relazione si riaccende.

## Distribuzione

### Data di uscita
Le date di uscita internazionali nel corso del 2022 sono state:
- 6 gennaio negli Emirati Arabi Uniti e Ucraina (Кохання як бестселер)
- 20 gennaio in Singapore
- 21 gennaio in Estonia e Lituania (Meilė kaip bestseleris)
- 27 gennaio in Kazakistan
- 4 febbraio in Brasile (O Livro do Amor), Canada, Francia, Germania, Paesi Bassi e Stati Uniti d'America
- 12 febbraio in Regno Unito
- 10 marzo in Australia
- 17 marzo in Thailandia
- 21 aprile in Messico
- 28 aprile in Perù (El Libro del Amor)
- 2 giugno in Israele ('Ahava Be'in Ha'Shourot)
- 28 luglio in Portogallo (O Livro do Amor)
- 19 agosto in Argentina
- 28 agosto in Italia

### Edizione italiana
La direzione del doppiaggio è di Federico Nobili e i dialoghi italiani sono curati da Susanna Piferi per conto della Laser Film che si è occupata anche della sonorizzazione.

## Accoglienza

### Incassi
Il film ha incassato un totale mondiale di 389539 $.

### Critica
Sull'aggregatore di recensioni Rotten Tomatoes  il film riceve il 43% delle recensioni professionali positive con un voto medio di 4,9/10, mentre su Metacritic ha un punteggio di 44 su 100 basato su 5 recensioni.

## Riconoscimenti
- 2022 – Imagen Awards[6]
  - Candidato a migliore programma televisivo in prima serata
- 2022 – Premio Casting Directors Association[7]
  - Candidata a miglior cast di un lungometraggio e di un film drammatico ad Anna Kennedy